# João da Silva (telenovela)
João da Silva é uma telenovela brasileira produzida pela TV Rio e exibida simultaneamente pela TV Cultura, pela TVE Brasil e pela Rede Globo entre maio e outubro de 1974, às 11h. Criada por Gilson Amado, Jairo Bezerra e Jamil El-Jaick, teve o roteiro de Lourival Marques, coordenação pedagógica de Jairo Bezerra, foi dirigida por Jacy Campos, supervisionada por Gilson Amado e produzida por Fernando Pamplona. Teve 100 capítulos.
Em 1973, a TV Educativa levava ao ar esta telenovela instrutiva, que misturava teledramaturgia com curso supletivo de primeiro grau (hoje ensino fundamental). Eram histórias como nas telenovelas que as pessoas estavam acostumadas a ver em outras emissoras.
Era um projeto inovador de alfabetização de adultos pela televisão. Assim, a telenovela foi reconhecida, ganhando o Prêmio Japão, o maior troféu internacional de radiodifusão educativa.
No projeto criado por Gílson Amado, o telespectador também era aluno e podia até estudar através de apostilas. No começo, onze mil alunos foram inscritos na região metropolitana do Rio de Janeiro.
João da Silva implementou um conceito novo no campo da  educação de adultos que foi a teatralização. Com uma narrativa de telenovela, pretendia-se que o aluno brasileiro concluísse o antigo curso primário (hoje ciclo I). Foi a precursora dos telecursos de 1° e 2° graus, hoje Telecurso 2000. As situações apresentadas eram pretexto para aplicar ensinamentos básicos de primeiro grau. Por exemplo, numa cena na feira, um personagem podia passar noções de matemática.
Nelson Xavier era o protagonista da novela, que tinha um elenco com outros nomes conhecidos. O projeto teve início em 1971, e a telenovela estreou primeiro na TV Rio (entre 26 de novembro de 1973 e abril de 1974). Posteriormente, foi reprisada pelas TVs Globo, Tupi e Cultura. Na época a TVE não tinha emissora própria, mas a lei garantia a exibição da programação edicativa nas redes comerciais do país. Nas emissoras existia o cumprimento da lei, porém em horários insólitos, geralmente abrindo a programação diária pelas manhãs.
Foi ao ar, na íntegra, pela TVE, canal 2, em 10 de junho de 1976. Em maio de 1974, o curso passou a ser exibido pela Globo às onze da manhã, e em julho do mesmo ano foram realizadas as provas finais do curso, organizadas pelas Secretarias da Educação dos Estados da Guanabara e do Rio de Janeiro. Ao todo, desde a estreia até a última reprise, o curso esteve no ar entre novembro de 1973 e outubro de 1981.

## Enredo
João da Silva é um rapaz simples e batalhador como a maior parte dos brasileiros.
Nordestino, muda-se para o Rio de Janeiro para se aventurar e luta para vencer na vida através dos estudos, apaixonando-se pela temperamental Rosinha.

## Elenco
| Elenco               | Personagem     |
| -------------------- | -------------- |
| Nelson Xavier        | João da Silva  |
| Maria Cristina Nunes | Rosinha        |
| Maria Fernanda       | Dona Marta     |
| Luís Linhares        | Dr. Otávio     |
| Eduardo Tornaghi     | Hélio          |
| Romeu Evaristo       | Alfredo        |
| Daisy Lúcidi         | Norma          |
| Joyce de Oliveira    | dona da pensão |
| Lídia Mattos         | Tâmara         |
| Carlos Duval         |                |
| Lourdes Mayer        |                |
| Mauro Braga          |                |
| Oswaldo Louzada      |                |
| Patrícia Bueno       |                |
| Renato Barros        |                |
| Sílvia Maria         |                |
| Suely Franco         |                |
| Urbano Lóes          |                |
| Vera Brahim          |                |
| Zezé Macedo          |                |

## Trilha sonora
João da Silva tem um tema de abertura sem título.